# 藏入地
藏入地，日本戰國時代至江戶時代的所領（領地）的一種，指的是大名或幕府的直轄領地。與之相對地，被分封給家臣的領地稱為知行地。
藏入地的領主派遣代官對該地區進行管理，並在該地區徵收年貢及其他稅賦。

## 歷史
藏入地這個概念在戰國時代產生，與分封給家臣的領地知行地相對。戰國時代的藏入地多為大名居城附近一帶以及剛剛佔領的土地。藏入地稅賦是是大名財政收入的重要來源，因此往往盛產米穀、礦石以及特產物等等的地區會被大名劃為藏入地。而朝廷和室町幕府的直轄領地則稱為御料所。
豐臣政權時期，豐臣秀吉通過太閣檢地，將大量土地劃歸自己直轄，這些土地被稱為太閣藏入地。一些犯有錯誤的大名的土地會被沒收，成為豐臣家的直轄領。根據慶長三年（1598年）的統計，全國1860萬石土地中有198萬石是太閣藏入地，而在豐臣政權期間，豐臣家曾佔有過220萬石藏入地。
江戶時代以後，幕府的藏入地被稱為天領，天領由幕府將軍派遣的代官、奉行進行管理。德川家康將豐臣秀賴改封於大坂藩後獲得了大約100萬石的藏入地。關原之戰後，又改易了許多大名，此後歷經數次檢地以及對新田的開發，大大擴大了天領的範圍。各藩的藩主也效仿幕府，在自己的領地內同樣設置了藏入地和知行地。
明治維新後，江戶幕府的天領被編為天皇直轄地。